# اوهنه
اوهنه (به آلمانی: Ohne) یک شهر در آلمان است که در گرافشافت بنتهایم واقع شده‌است. اوهنه ۵۹۲ نفر جمعیت دارد.